# Neal A. Maxwell
Neal Ash Maxwell (Salt Lake City, Utah, 6 de julio de 1926 - Salt Lake City, Utah, 21 de julio de 2004) fue un apóstol y un miembro del Quórum de los Doce Apóstoles de La Iglesia de Jesucristo de los Santos de los Últimos Días desde 1981 hasta su muerte.

## Vida
Maxwell nació en Salt Lake City, Utah de Clarence Maxwell y Emma Ash. Clarence se había trasladado a Salt Lake City desde Montana unos cuatro años antes y se unió a la Iglesia de Jesucristo no mucho después. Neal asistió a la Escuela Secundaria Granito.
Durante la Segunda Guerra Mundial, Maxwell sirvió como soldado de infantería en el ejército de Estados Unidos (División 77a), donde vio acción en Okinawa.  Después de la guerra, Maxwell sirvió por dos años como misionero de la Iglesia de Jesucristo en Canadá.
Además de continuar la búsqueda de una educación de pregrado en la Universidad de Utah antes de salir de su misión, Maxwell conoció a Colleen Hinckley. Después de Maxwell regresó de su misión reanudó cortejar Coleen y se casaron en el Templo de Salt Lake el 22 de noviembre de 1950 .  Ellos son padres de cuatro hijos y veinticuatro nietos.
Maxwell obtuvo licenciaturas y maestrías en ciencias políticas de la Universidad de Utah.  Desde 1952 a 1956, trabajó en Washington D. C., primero para el gobierno de EE. UU. y luego como asistente de la senadora Wallace F. Bennett.
Maxwell era un profesor de ciencias políticas en la Universidad de Utah. También ocupó diversos puestos administrativos en la universidad. La primera vez que se unió al personal de la universidad como ayudante de dirección de las relaciones públicas en 1956. En 1958 se convirtió en Asistente del Presidente. En 1961 fue secretario de la Junta de Síndicos, seguido por el decano de estudiantes en 1962, y el vicepresidente más tarde para la planificación y asuntos públicos. En 1967 se convirtió en Vicepresidente Ejecutivo de la Universidad de Utah.
De 1959 a 1962, Maxwell sirvió como obispo de la Universidad Sexto distrito de Salt Lake City. Fue miembro de la Junta General de la YMMIA y miembro del Comité de Correlación de adultos para los próximos cinco años.
En 1967, Maxwell fue llamado a ser uno de los primeros 69 representantes regionales, cuando se creó esa posición. A partir de 1970 hasta 1974, se desempeñó como el décimo Comisionado de Educación de la Iglesia supervisar el Sistema Educativo de la Iglesia. Bajo su dirección, el sistema recibió su nombre actual.
Maxwell comenzó a servir como una autoridad general de LDS en 1974, cuando fue llamado como Ayudante del Quórum de los Doce Apóstoles. En 1976, Maxwell se convirtió en uno de los siete presidentes de los setenta, cuando fue eliminado el llamado de Ayudante de los Doce.
Maxwell fue ordenado apóstol por N. Eldon Tanner el 23 de julio de 1981, después de que Gordon B. Hinckley se convirtiera en un consejero de la Primera Presidencia. Fue sostenido como miembro del Quórum de los Doce Apóstoles el 3 de octubre de 1981.
Entre las muchas tareas Maxwell tuvo como autoridad general fue para presidir la organización de las nuevas estacas de la iglesia. Uno de los más notables de ellos fue la Estaca Aba Nigeria en 1988, con David W. Eka como presidente, siendo la primera participación en la iglesia atendida en su totalidad por personas de ascendencia africana.
Maxwell escribió aproximadamente treinta libros que se preocupan sobre la religión y autor de numerosos artículos sobre política y gobierno para publicaciones locales, profesionales y nacionales. Él es bien conocido por su extenso vocabulario y elegante estilo de hablar y escribir. Sus conversaciones altamente aliterados siempre han presentado un gran desafío para los traductores. Durante una conferencia general de la iglesia de Jesucristo, los traductores habían categorizado cada una de las conversaciones que debe darse en cinco niveles de dificultad. Todas las conversaciones fueron asignados a los niveles uno al cuatro, excepto Maxwell. Su discurso estaba solo en el nivel cinco. Al comentar sobre sus estilos de expresión oral y escrita en el funeral de Maxwell, presidente de la iglesia Gordon B. Hinckley Dijo,
" No conozco ningún otro hombre que hablaba de una manera muy interesante y distinto. Su genio fue el producto de la diligencia. Él era un perfeccionista decidido a exigir de cada frase y frase, imágenes vivas que trajo el Evangelio a la vida. Cada charla fue una obra maestra, cada libro era una obra de arte. Creo que no veremos otro como él de nuevo. "
Recibió un Doctorado Honorario en Leyes de la Universidad de Utah; un Doctorado Honorario Cartas de grado de la universidad de Westminster, Salt Lake City; un doctorado hororario en Derecho de la Universidad Brigham Young (BYU), Provo, Utah; un doctorado honorario de grado en Humanidades de la Universidad Estatal de Utah, Logan, Utah; un título honorario en el Ricks College, Rexburg, Idaho; y un título honorario de Salt Lake Community College.
La Universidad de Utah estableció el Neal A. Maxwell Presidencial Cátedra de Teoría Política, Políticas Públicas y Servicios Públicos en el otoño de 1998.
La carrera empresarial de Maxwell incluido sirviendo como director de varias empresas de negocios, incluyendo Questar Empresa, Questar Pipeline, y Deseret News Compañía de publicidad. También fue activo en el servicio público, incluyendo el servicio como presidente de la Comisión de Revisión Constitucional de Utah.
Maxwell recibió el premio Campana de la Libertad de la Abogacía del Estado de Utah en 1967 para el servicio público. en 1973, el Instituto de Servicio de Gobierno en la Universidad Brigham Young lo nombró Administrador Público del Año.

## Muerte
Maxwell murió en Salt Lake City, de leucemia. Fue diagnosticado inicialmente con leucemia en 1996, ocho años antes de su muerte. Fue enterrado en el Cementerio de Salt Lake City . Según el presidente de la iglesia Gordon B. Hinckley, Maxwell "cumplió más en estos últimos ocho años que más los hombres en la vida." Maxwell fue sobrevivido por su esposar, la ex Colleen Hinckley, 4 hijos, 24 nietos, y 2 bisnietos. Con la muerte diez días más tarde el apóstol amigo David B. Haight, las vacantes creadas en el Quórum del Doce estuvo llenado por Dieter F. Uchtdorf Y David A. Bednar.
El Instituto de la Universidad Brigham Young para el Estudio y la Conservación de los textos religiosos antiguos fue rebautizado como Instituto de Becas religiosa Neal A. Maxwell, después de la muerte de Maxwell.